# Дискографија Баје Малог Книнџе
Баја Мали Книнџа је српски кантаутор и пјевач. Музиком се бави од 1989. године. Током своје каријере снимио је 24 студијска албума.

## Студијски албуми

### Не дам Крајине
Не дам Крајине је 1. музички албум Баје Малог Книнџе; изашао је 1991. године. На албуму се налазе сљедеће пјесме:
| №  | Назив                   | Трајање |  |
| 1. | Не дам Крајине          | 3:10    |  |
| 2. | Вратиће се Делија       | 2:45    |  |
| 3. | Браћо моја преко океана | 3:03    |  |
| 4. | За крст часни           | 2:30    |  |
| 5. | Крв није вода           | 3:00    |  |
| 6. | Крајишник               | 3:10    |  |
| 7. | Запјевајте браћо        | 3:00    |  |
| 8. | Книна не дам            | 2:30    |  |

### Стан’те паше и усташе
Стан’те паше и усташе је 2. музички албум Баје Малог Книнџе; изашао је 1992. године. На албуму се налазе сљедеће пјесме:
| №  | Назив                        | Трајање |  |
| 1. | Стан’те паше и усташе        | 3:12    |  |
| 2. | Јожа тужни                   | 3:31    |  |
| 3. | Божић је                     | 4:08    |  |
| 4. | Ни метра више                | 2:46    |  |
| 5. | Морем плови једна мала барка | 2:56    |  |
| 6. | Кад сам био мали             | 3:39    |  |
| 7. | Певај Србијо                 | 3:42    |  |
| 8. | Врати се Војводо             | 2:52    |  |

### Живеће овај народ
Живеће овај народ је 3. музички албум Баје Малог Книнџе; изашао је 1993. године. На албуму се налазе сљедеће пјесме:
| №  | Назив                | Трајање |  |
| 1. | Живеће овај народ    | 3:30    |  |
| 2. | Книнџе Крајишници    | 2:56    |  |
| 3. | Мирише на кишу       | 2:59    |  |
| 4. | Дођи кући Момчило    | 3:00    |  |
| 5. | Не волим те Алија    | 2:55    |  |
| 6. | Пјева Српска Крајина | 2:45    |  |
| 7. | Комуњаре             | 4:23    |  |
| 8. | Ту се брани Крајина  | 2:39    |  |

### Рат и мир
Рат и мир је 4. музички албум Баје Малог Книнџе; изашао је 1993. године. На албуму се налазе сљедеће пјесме:
| №  | Назив   | Трајање |  |
| 1. | Дилер   | 2:40    |  |
| 2. | Затвор  | 4:05    |  |
| 3. | Тата    | 2:30    |  |
| 4. | Ђедо    | 3:10    |  |
| 5. | Гаврило | 3:25    |  |
| 6. | Дражо   | 3:30    |  |
| 7. | Јово    | 2:45    |  |
| 8. | Грешник | 2:55    |  |

### Још се ништа не зна
Још се ништа не зна је 5. музички албум Баје Малог Книнџе; изашао је 1993. године. На албуму се налазе сљедеће пјесме:
| №  | Назив                          | Трајање |  |
| 1. | Још се ништа не зна            | 2:45    |  |
| 2. | Срби се никог не боје          | 3:20    |  |
| 3. | Вратиће се Новак               | 3:30    |  |
| 4. | Нису сузе за Србина            | 3:50    |  |
| 5. | Ћути, ћути ујко                | 2:20    |  |
| 6. | Обилић ме зове                 | 3:10    |  |
| 7. | Динаро српска горо             | 3:10    |  |
| 8. | Да не бјеше Никшићана          | 2:25    |  |
| 9. | Ћути, ћути ујко (инструментал) | 2:20    |  |

### Коцкар без среће
Коцкар без среће је 6. музички албум Баје Малог Книнџе; изашао је 1993. године. На албуму се налазе сљедеће пјесме:
| №  | Назив                         | Трајање |  |
| 1. | Прошли су ми возови           | 2:53    |  |
| 2. | Хтјео би негдје да одем       | 4:40    |  |
| 3. | Ко је љубио, тај не љуби више | 2:55    |  |
| 4. | Стари багрем                  | 3:40    |  |
| 5. | Коцкар без среће              | 3:25    |  |
| 6. | Вечерас даме бирају           | 4:05    |  |
| 7. | Немој ме лагати мила          | 3:15    |  |
| 8. | Она не станује ту             | 3:05    |  |

### Победиће истина
Победиће истина је 7. музички албум Баје Малог Книнџе; изашао је 1994. године. На албуму се налазе сљедеће пјесме:
| №  | Назив                       | Трајање |  |
| 1. | Победиће истина             | 3:47    |  |
| 2. | Од Грахова до Зворника      | 2:49    |  |
| 3. | Крајино, крвава хаљино      | 2:42    |  |
| 4. | Не дамо те земљо Душанова   | 2:52    |  |
| 5. | Православац                 | 2:22    |  |
| 6. | Дођи Попе, љубимо ти стопе  | 3:43    |  |
| 7. | Лепо нам је реко свети Сава | 3:10    |  |
| 8. | Неће бити граница на Дрини  | 3:22    |  |

### Играју се делије
Играју се делије је 8. музички албум Баје Малог Книнџе; изашао је 1995. године. На албуму се налазе сљедеће пјесме:
| №  | Назив                | Трајање |  |
| 1. | Играју се делије     | 3:35    |  |
| 2. | Соко                 | 4:05    |  |
| 3. | Спреман сам на све   | 3:15    |  |
| 4. | Два кофера           | 2:55    |  |
| 5. | Играј, пјевај, лудуј | 3:25    |  |
| 6. | Не куни ме мајко     | 2:55    |  |
| 7. | Остани               | 3:45    |  |
| 8. | Кућа части           | 3:45    |  |

### Идемо даље
Идемо даље је 9. музички албум Баје Малог Книнџе; изашао је 1995. године. На албуму се налазе сљедеће пјесме:
| №  | Назив                      | Трајање |  |
| 1. | Идемо даље                 | 3:12    |  |
| 2. | Тече Дрина                 | 3:45    |  |
| 3. | Ој, Алија ниси више главни | 3:05    |  |
| 4. | Вратићемо све              | 2:30    |  |
| 5. | Има Бога, има правде       | 3:15    |  |
| 6. | Поносан сам што сам Србин  | 3:30    |  |
| 7. | Српски добровољац          | 3:10    |  |
| 8. | Са Динаре подвикује вила   | 2:45    |  |

### Збогом оружје
Збогом оружје је 10. музички албум Баје Малог Книнџе; изашао је 1995. године. На албуму се налазе сљедеће пјесме:
| №  | Назив                    | Трајање |  |
| 1. | Збогом оружје            |         |  |
| 2. | Дејтон—Охајо             |         |  |
| 3. | Мапе                     |         |  |
| 4. | Из ината                 |         |  |
| 5. | За кога сам ратовао      |         |  |
| 6. | Крај рата                |         |  |
| 7. | Не стављај ми со на рану |         |  |
| 8. | Ја и народ               |         |  |

### Не дирајте њега
Не дирајте њега је 11. музички албум Баје Малог Книнџе; изашао је 1997. године. На албуму се налазе сљедеће пјесме:
| №   | Назив                     | Трајање |  |
| 1.  | Једино живот нема репризу |         |  |
| 2.  | Мед и млеко               |         |  |
| 3.  | Слађана                   |         |  |
| 4.  | Без завичаја              |         |  |
| 5.  | Магија                    |         |  |
| 6.  | Не дирајте њега           |         |  |
| 7.  | Три јесени                |         |  |
| 8.  | Дом за незбринуте         |         |  |
| 9.  | Небо је плакало с нама    |         |  |
| 10. | Заљубљено срце            |         |  |

### Српским радикалима
Српским радикалима је 12. музички албум Баје Малог Книнџе; изашао је 1998. године. На албуму се налазе сљедеће пјесме:
| №  | Назив                  | Трајање |  |
| 1. | Химна српских радикала | 3:25    |  |
| 2. | Банана                 | 3:20    |  |
| 3. | Ој, Шешељу             | 3:08    |  |
| 4. | Поносан што сам Србин  | 3:30    |  |
| 5. | Врати се Војводо       | 2:50    |  |
| 6. | Кад сам био мали       | 3:35    |  |
| 7. | Срби се никог не боје  | 3:20    |  |
| 8. | Косовска               | 3:05    |  |

### Бити ил’ не бити
Бити ил’ не бити је 13. музички албум Баје Малог Книнџе; изашао је 1999. године. На албуму се налазе сљедеће пјесме:
| №  | Назив                | Трајање |  |
| 1. | Тесла                |         |  |
| 2. | Православац          |         |  |
| 3. | Не дај се народе мој |         |  |
| 4. | Косово је наша душа  |         |  |
| 5. | Дирају нас поново    |         |  |
| 6. | Бог са неба гледа    |         |  |
| 7. | Косово је српско     |         |  |
| 8. | Не дирај у срце      |         |  |

### Живот је тамо
Живот је тамо је 14. музички албум Баје Малог Книнџе; изашао је 1999. године. На албуму се налазе сљедеће пјесме:
| №  | Назив                         | Трајање |  |
| 1. | Гара из Лончара               | 3:05    |  |
| 2. | Ђе си мала                    | 2:32    |  |
| 3. | Пепељара                      | 3:01    |  |
| 4. | Ево џепа, ђе су паре биле     | 3:00    |  |
| 5. | Дуни вјетре преко јетре       | 2:50    |  |
| 6. | Родбина                       | 2:51    |  |
| 7. | Хеј животе                    | 3:05    |  |
| 8. | Помрачење Сунца (11. 8. 1999) | 3:46    |  |

### Заљубљен и млад
Заљубљен и млад је 15. музички албум Баје Малог Книнџе; изашао је 2000. године. На албуму се налазе сљедеће пјесме:
| №  | Назив                | Трајање |  |
| 1. | Тугујем ноћима       | 2:55    |  |
| 2. | Стари багрем         | 4:00    |  |
| 3. | Коцкар               | 2:55    |  |
| 4. | Заљубљен и млад      | 3:10    |  |
| 5. | Данијела             | 3:15    |  |
| 6. | Немој ме лагати мила | 2:30    |  |
| 7. | О Боже где ли је сад | 2:55    |  |
| 8. | Даме бирају          | 3:40    |  |

### Повратак у будућност
Повратак у будућност је 16. музички албум Баје Малог Книнџе; изашао је 2000. године. На албуму се налазе сљедеће пјесме:
| №   | Назив                       | Трајање |  |
| 1.  | Пусти Мићу, гадан је у пићу |         |  |
| 2.  | Само је мој стари знао      |         |  |
| 3.  | Бараба са села              |         |  |
| 4.  | Булеваром револуције        |         |  |
| 5.  | Спонзоруша                  |         |  |
| 6.  | Данијела — Шверцерка        |         |  |
| 7.  | Покер апарат                |         |  |
| 8.  | Буковице, ој                |         |  |
| 9.  | Пјевај брате                |         |  |
| 10. | Хеј животе                  |         |  |

### Ђе си легендо
Ђе си легендо је 17. музички албум Баје Малог Книнџе; изашао је 2001. године. На албуму се налазе сљедеће пјесме:
| №   | Назив                       | Трајање |  |
| 1.  | Ђе си легендо               |         |  |
| 2.  | Стара кућа                  |         |  |
| 3.  | Ево ме опет                 |         |  |
| 4.  | Стани мало човјече проклети |         |  |
| 5.  | Кућа части                  |         |  |
| 6.  | Данијела (развод брака)     |         |  |
| 7.  | Уличарка и лопов            |         |  |
| 8.  | Напаћени брате              |         |  |
| 9.  | Не куни је мајко            |         |  |
| 10. | Љубав преко жице            |         |  |

### Збогом памети
Збогом памети је 18. музички албум Баје Малог Книнџе; изашао је 2002. године. На албуму се налазе сљедеће пјесме:
| №   | Назив                         | Трајање |  |
| 1.  | Пиши пропало                  |         |  |
| 2.  | Мала моја                     |         |  |
| 3.  | Дошла Оља (Збогом Данијела)   |         |  |
| 4.  | Шта је теби, дођи себи        |         |  |
| 5.  | Шта ти би                     |         |  |
| 6.  | Анђео и ђаво                  |         |  |
| 7.  | Кћери моје                    |         |  |
| 8.  | Ко је љубио, тај не љуби више |         |  |
| 9.  | Бјежи туго                    |         |  |
| 10. | Прошли су ми возови           |         |  |
| 11. | Знам те пушко                 |         |  |

### За ким звона звоне
За ким звоне звона је 19. музички албум Баје Малог Книнџе; изашао је 2006. године. На албуму се налазе сљедеће пјесме:
| №   | Назив                                  | Трајање |  |
| 1.  | Чуј Милева                             |         |  |
| 2.  | Стоперка                               |         |  |
| 3.  | Ти си мене бацила на дно               |         |  |
| 4.  | Нешто лагано                           |         |  |
| 5.  | Попићу сву тугу из чаше                |         |  |
| 6.  | Све су љубави тужне                    |         |  |
| 7.  | Кад се реке замуте                     |         |  |
| 8.  | Жалила се ријека Дрина                 |         |  |
| 9.  | Стани мало човјече проклети (CD бонус) |         |  |
| 10. | Ђе си легендо (CD бонус)               |         |  |
| 11. | Пепељара (CD бонус)                    |         |  |
| 12. | Ево ме опет (CD бонус)                 |         |  |
| 13. | Дуни вјетре преко јетре (CD бонус)     |         |  |
| 14. | Пусти Мићу, гадан је у пићу (CD бонус) |         |  |
| 15. | Ево џепа ђе су паре биле (CD бонус)    |         |  |
| 16. | Пиши пропало (CD бонус)                |         |  |

### Глуви барут
Глуви барут је 20. музички албум Баје Малог Книнџе; изашао је 2007. године. На албуму се налазе сљедеће пјесме:
| №   | Назив                             | Трајање |  |
| 1.  | Нико као мали                     |         |  |
| 2.  | Ја сам своје одсвирао             |         |  |
| 3.  | Земљотрес                         |         |  |
| 4.  | Кум                               |         |  |
| 5.  | Трубе Драгачева                   |         |  |
| 6.  | Зове Динара                       |         |  |
| 7.  | Хајдучка времена                  |         |  |
| 8.  | Препелице                         |         |  |
| 9.  | Шта је теби, дођи себи (CD бонус) |         |  |
| 10. | Бјежи туго (CD бонус)             |         |  |
| 11. | Спонзоруша (CD бонус)             |         |  |
| 12. | Булеваром Револуције (CD бонус)   |         |  |
| 13. | Само је мој стари знао (CD бонус) |         |  |
| 14. | Кућа части (CD бонус)             |         |  |
| 15. | Љубав преко жице (CD бонус)       |         |  |
| 16. | Стара кућа (CD бонус)             |         |  |

### Идемо малена
Идемо малена је 21. музички албум Баје Малог Книнџе; изашао је 2011. године. На албуму се налазе сљедеће пјесме:
| №   | Назив                                    | Трајање |  |
| 1.  | Потонула лађа                            |         |  |
| 2.  | Идемо малена (дует са Влатком Карановић) |         |  |
| 3.  | Срећан ти рођендан дебела                |         |  |
| 4.  | Птицо моја, бијели лабуде                |         |  |
| 5.  | Ти си краљ                               |         |  |
| 6.  | Ој, младости                             |         |  |
| 7.  | Стојане сине једини                      |         |  |
| 8.  | Далеко је Сана ривер                     |         |  |
| 9.  | Отиш’о је младић                         |         |  |
| 10. | Бадње вече                               |         |  |

### Леси се враћа кући
Леси се враћа кући је 22. музички албум Баје Малог Книнџе; изашао је 2012. године. На албуму се налазе сљедеће пјесме:
| №   | Назив                                  | Трајање |  |
| 1.  | Остављен од свих                       |         |  |
| 2.  | Волела ме као друга                    |         |  |
| 3.  | Не иди кад ми је најтеже (Остани 1995) |         |  |
| 4.  | Пусти ме да преноћим                   |         |  |
| 5.  | Фејсбук                                |         |  |
| 6.  | Волим те                               |         |  |
| 7.  | Чуј Срђане                             |         |  |
| 8.  | Драгана                                |         |  |
| 9.  | Нема раја (инструментал)               |         |  |
| 10. | Божић је (CD бонус)                    |         |  |
| 11. | Препелица (CD бонус)                   |         |  |
| 12. | Певај Србијо (CD бонус)                |         |  |
| 13. | 7. јануар (CD бонус)                   |         |  |
| 14. | Без завичаја (CD бонус)                |         |  |

### Говор душе
Говор душе је 23. музички албум Баје Малог Книнџе; изашао је 2014. године. На албуму се налазе сљедеће пјесме:
| №  | Назив                 | Трајање |  |
| 1. | Чувајмо Србију Србине |         |  |
| 2. | Република Српска      |         |  |
| 3. | Отаџбино моја         |         |  |
| 4. | Највећи Србин         |         |  |
| 5. | Озрен гора            |         |  |
| 6. | Брат Србин            |         |  |
| 7. | Војвода неуништиви    |         |  |
| 8. | Нису сузе за Србина   |         |  |
| 9. | За мном               |         |  |

## Са Браћом са Динapе

### Гоки и Баја бенд
Гоки и Баја бенд је први музички албум групе Браћа са Динаре, чији је члан био и Баја Мали Книнџа. Издат је априла 1994. године.
| №  | Назив                       | Трајање |  |
| 1. | Лош ученик                  | 2:16    |  |
| 2. | Не да Србин своје           | 2:41    |  |
| 3. | Умријећу гдје сам рођен     | 3:57    |  |
| 4. | Овде се брале Крајина брани | 2:14    |  |
| 5. | Чедо малени                 | 2:59    |  |
| 6. | Ево зоре                    | 2:37    |  |
| 7. | Вјечити младожења           | 2:26    |  |
| 8. | Динарска дивизија           | 3:07    |  |

### Била једном једна земља
Била једном једна земља је други музички албум групе Браћа са Динаре, чији је члан био и Баја Мали Книнџа. Издат је у јануару 1995. године.
| №  | Назив                   | Трајање |  |
| 1. | Била једном једна земља | 3:10    |  |
| 2. | Динарска бараба         | 3:40    |  |
| 3. | Ја ћу да пјевам         | 2:40    |  |
| 4. | Епидемија               | 2:30    |  |
| 5. | Умри мушки, буди Делија | 2:30    |  |
| 6. | Србине подигни главу    | 4:20    |  |
| 7. | Вози Мишко              | 2:40    |  |
| 8. | Кога ћеш лагати         | 2:20    |  |

### Плачи вољена земљо
Плачи вољена земљо је трећи музички албум групе Браћа са Динаре, чији је члан био и Баја Мали Книнџа. Издат је 1996. године.
| №  | Назив                            | Трајање |  |
| 1. | Ајме мени без тебе Крајино       |         |  |
| 2. | Пјесма мог ћаће                  |         |  |
| 3. | Пјешке идем из града             |         |  |
| 4. | Кућо моја родна                  |         |  |
| 5. | Плачи вољена земљо               |         |  |
| 6. | Не воле ме моји                  |         |  |
| 7. | Дрвар, Гламоч, Петровац, Грахово |         |  |
| 8. | После олује                      |         |  |

### Ја се свога, не одричем до гроба
Ја се свога, не одричем до гроба је четврти музички албум групе Браћа са Динаре, чији је члан био и Баја Мали Книнџа. Издат је 1997. године.
| №  | Назив                           | Трајање |  |
| 1. | Ја се свога не одричем до гроба |         |  |
| 2. | Као вук без шуме                |         |  |
| 3. | Не родила ни њиво ни шљиво      |         |  |
| 4. | Седми Јануар                    |         |  |
| 5. | Војвода Момчило                 |         |  |
| 6. | Динаро                          |         |  |
| 7. | Мој, мјесече са крајишког неба  |         |  |
| 8. | И кад будем умирао сине         |         |  |

### Идемо до краја
Идемо до краја је пети музички албум групе Браћа са Динаре, чији је члан био и Баја Мали Книнџа. Издат је 1998. године.
| №  | Назив                   | Трајање |  |
| 1. | Оде воз                 | 4:05    |  |
| 2. | Продавач цигара         | 3:05    |  |
| 3. | Еј, кућо моја           | 3:15    |  |
| 4. | Затишје пред буру       | 2:40    |  |
| 5. | Ђедови из Чикага        | 3:15    |  |
| 6. | Уби ме туга за Крајином | 3:05    |  |
| 7. | Идемо до краја          | 3:35    |  |
| 8. | Под Динаром             | 2:55    |  |

## Уживо

### Све за српство, српство низашта (уживо)
Све за српство, српство низашта је студијски албум Баје Малог Книнџе заједно са Браћом Бајић, Рашом Павловићем и Горицом Илић. Издат је 1993. године.
| №   | Назив                                | Трајање |  |
| 1.  | Кад сам био мали (Баја Мали Книнџа)  |         |  |
| 2.  | Врати Се Војводо (Баја Мали Книнџа)  |         |  |
| 3.  | Певај Србијо (Баја Мали Книнџа)      |         |  |
| 4.  | Божић Је (Баја Мали Книнџа)          |         |  |
| 5.  | Не Волим Те Алија (Баја Мали Книнџа) |         |  |
| 6.  | Боже Правде (Раша Павловић)          |         |  |
| 7.  | Иду Дани (Браћа Бајић)               |         |  |
| 8.  | Босно Моја (Браћа Бајић)             |         |  |
| 9.  | Марш На Дрину (Горица Илић)          |         |  |
| 10. | Тамо Далеко (Горица Илић)            |         |  |